# Geraint Evans
Sir Geraint Llewellyn Evans (Cilfynydd, 16 febbraio 1922 – Aberystwyth, 19 settembre 1992) è stato un basso-baritono britannico.

## Biografia
Geraint Evans nacque nel 1922 nel villaggio gallese di Cilfynydd, un miglio a Sud di Pontypridd, figlio unico del minatore William John Evans e della moglie Charlotte May Thomas. Rimase orfano di madre a un anno di vita e lasciò la scuola a quattordici anni: avrebbe lavorato come vetrinista, iniziando anche a studiare canto a Cardiff con Idloes Owen, il futuro fondatore della Welsh National Opera; in questo periodo cantava nel coro metodista locale e in una compagnia filodrammatica. Con lo scoppio della seconda guerra mondiale si arruolò nella Royal Air Force; al termine del conflitto era di stanza ad Amburgo, dove lavorava con la British Forces Radio Network in veste di presentatore e, occasionalmente, cantante; fu notato dal basso Theo Herrmann, che cominciò a dargli lezioni private; si sarebbe poi perfezionato con Fernando Carpi a Ginevra e, di ritorno in patria, alla Guildhall School of Music and Drama e con il baritono Walter Gruner e il tenore Walter Hyde.
Esordì alla Royal Opera House nel gennaio 1948 come guardiano notturno ne I maestri cantori di Norimberga: fu l'inizio di una carriera pluridecennale che lo vide calcare le scene del Covent Garden per centinaia di rappresentazioni in una settantina di ruoli. Durante la sua prima stagione cantò in una serie di ruoli minori, come il marchese ne La traviata e il conte Ceprano in Rigoletto,  facendosi però notare come Schaunard ne La bohème. Già l'anno seguente cantò come Figaro ne Le nozze di Figaro alla Royal Opera House; avrebbe interpretato il barbiere mozartiano per circa cinquecento rappresentazioni nei maggiori teatri d'opera del mondo, tra cui il Metropolitan Opera House e il Teatro alla Scala, dove fece il suo debutto proprio come Figaro nel 1960. Sarebbe tornato al Piermarini nel 1976 come capitano Balstrode in Peter Grimes. Al Covent Garden cantò un vasto repertorio che annoverava i ruoli di Escamillo in Carmen, il sagrestano e (più raramente) Scarpia in Tosca, il Conte nelle Nozze di Figaro, Papageno ne Il flauto magico, Leporello nel Don Giovanni, Lescaut in Manon Lescaut, Melot in Tristano e Isotta, l'eponimo protagonista in Don Pasquale, Enrico in Lucia di Lammermoor (accanto alla Lucia di Joan Sutherland), Alfonso in Così fan tutte, Ned Keene e il capitano in Peter Grimes e altri ancora. Nel 1958 cantò per la prima e unica volta come Don Giovanni a Dublino, accanto alla Donna Anna della Sutherland, ma pur ricevendo recensioni positive dalla critica irlandese rifiutò di interpretare la parte anche al Covent Garden, preferendo invece il ruolo di Leporello, spesso cantato accanto al Don di Tito Gobbi. Nel 1951 Benjamin Britten scrisse per lui il ruolo dell'eponimo protagonista in Billy Budd; tuttavia, Evans riteneva il registro del personaggio troppo acuto per la sua tessitura, optando per il ruolo minore di Mr Flint; anni dopo sarebbe tornato a cantare in Billy Budd nella parte di John Claggart. Nel 1953 cantò nella prima mondiale della Gloriana di Britten nel ruolo di Charles Blount. Nel 1964 interpretò per l'unica volta il ruolo di Rigoletto, accanto alla Gilda di Anna Moffo, ma la sua performance vocale fu un insuccesso ed Evans si scusò con il pubblico al termine della rappresentazione. Si ritirò dalla parte e fu rimpiazzato da Peter Glossop nelle repliche rimanenti.
Esordì al Glyndebourne Festival Opera nel 1950, ritornandovi regolarmente fino al 1961 in ruoli quali Leporello in Don Giovanni e Papageno ne Il flauto magico; fu a Glyndebourne che fece il suo esordio, nel 1957, in uno dei ruoli più rappresentativi della sua carriera, quello dell'eponimo protagonista del Falstaff, una parte che avrebbe interpretato in più occasioni a Covent Garden; fu nel ruolo di Falstaff che fece il suo esordio al Metropolitan nel 1964 e sempre nella parte di Falstaff si accomiatò dal Met nel 1972, dopo esservi tornato per un centinaio di rappresentazioni come Figaro, Leporello, Pizarro nel Fidelio, Balstrode in Peter Grimes, Beckmesser ne I maestri cantori di Norimberga e Wozzeck. L'esordio statunitense era avvenuto nel 1959 con la San Francisco Opera, dove avrebbe cantato regolarmente per i ventiquattro anni successivi in ruoli quali Kecal ne La sposa venduta, l'eponimo protagonista in Gianni Schicchi , il barone Prus ne L'affare Makropulos e Bottom nella prima americana di Sogno di una notte di mezza estate; fu a San Francisco che fece il suo esordio nel ruolo di Wozzeck nell'opera di Alban Berg, finendo per essere annoverato tra i maggiori interpreti della parte (sostenuta anche a Salisburgo e Covent Garden) del XX secolo. Sempre negli Stati Uniti strinse un prolifico e proficuo sodalizio con l'Opera di Chicago, inaugurato nel 1961 con la prima mondiale di The Harvest di Vittorio Giannini. Negli anni sessanta cantò in alcune occasioni alla Wiener Staatsoper, ove cantò come Beckmesser ne I maestri cantori di Norimberga, Papageno ne Il flauto magico, Sir John in Falstaff, Schaunard ne La bohème, Figaro ne Le nozze di Figaro e Tonio in Pagliacci. Oltre a Glyndebourne e Covent Garden, cantò anche con altre compagnie operistiche britanniche: tra il 1950 e il 1974 cantò diverse volte con la Scottish Opera in ruoli quali Figaro, Leporello e Masetto nel Don Giovanni, Schaunard ne La bohème, Flint in Billy Budd, Guglielmo in Così fan tutte, Antenore in Troilus and Cressida e Falstaff: vi diresse anche un allestimento de Le nozze di Figaro nel 1975.
Diede il suo addio alle scene alla Royal Opera House il 4 giugno 1984, cantando per l'ultima volta come Dulcamara ne L'elisir d'amore. Sposato con Brenda Davies dal 1948 e padre di due figli, morì nel 1992 all'età di settant'anni.

## Discografia (parziale)
- Don Giovanni: Cesare Siepi, Geraint Evans, Leyla Gencer, Richard Lewis, Sena Jurinac, Mirella Freni; Georg Solti. Living Stage, 1962.
- Falstaff: Geraint Evans, Robert Merrill, Ilva Ligabue, Alfredo Kraus, Mirella Freni, Giulietta Simionato; Georg Solti. Decca, 1963.
- La forza del destino: Carlo Bergonzi, Martina Arroyo, Piero Cappuccilli, Bianca Maria Casoni, Ruggero Raimondi; Lamberto Gardelli. EMI, 1969.
- I maestri cantori di Norimberga:  Theo Adam, René Kollo, Geraint Evans, Karl Ridderbusch, Peter Schreier, Helen Donath; Herbert von Karajan. EMI, 1970.
- Le nozze di Figaro: Geraint Evans, Reri Grist, Gabriel Bacquier, Elisabeth Söderström, Teresa Berganza; Otto Klemperer. EMI, 1971.
- Così fan tutte: Margaret Price, Yvonne Minton, Lucia Popp, Luigi Alva, Hans Sotin; Otto Klemperer. EMI, 1971.
- L'elisir d'amore: Plácido Domingo, Ileana Cotrubaș, Ingvar Wixell; John Pritchard. Sony, 1977.